# Generalštab NOV in PO Slovenije
Generalštab NOV in PO Slovenije je bilo vrhovno poveljstvo narodnoosvobodilne vojske in partizanskih odredov Slovenije.

## Zgodovina
Štab je bil ustanovljen 22. junija 1941 na ukaz CK KP Slovenije kot Vrhovno poveljstvo. Avgusta istega leta je bil preimenovan v Vrhovno poveljstvo slovenskih partizanskih čet, v začetku leta 1943 v Glavno poveljstvo NOV in PO Slovenije in od leta 1945 v Glavni štab Jugoslovenske armije za Sloveniju. Razpuščen je bil maja 1945.

## Pripadniki
Poveljniki
- Franc Leskošek
- Ivan Maček
- Franc Rozman - Stane
- Dušan Kveder

Politični komisarji
- Boris Kidrič
- Miha Marinko
- Ivan Maček
- Boris Kraigher